# Plymouth (Caroline du Nord)
Pour les articles homonymes, voir Plymouth.
La ville de Plymouth est le siège du comté de Washington, situé en Caroline du Nord, aux États-Unis.

## Démographie
| 1850 | 1860 | 1870  | 1880 | 1890  | 1900  |
| ---- | ---- | ----- | ---- | ----- | ----- |
| 951  | 872  | 1 389 | 836  | 1 212 | 1 011 |

| 1910  | 1920  | 1930  | 1940  | 1950  | 1960  |
| ----- | ----- | ----- | ----- | ----- | ----- |
| 2 165 | 1 847 | 2 139 | 2 461 | 4 486 | 4 666 |

| 1970  | 1980  | 1990  | 2000  | 2010  | - |
| ----- | ----- | ----- | ----- | ----- | - |
| 4 774 | 4 571 | 4 328 | 4 107 | 3 878 | - |